# Ma'rūf
Ma'ruf (árabe: معروف) é um termo islâmico que significa aquilo que é "bem conhecido, universalmente aceito, ... aquilo que é bom, benéfico ...; justiça, equidade, honorabilidade;". É usado 38 vezes no Alcorão. A palavra é encontrada com mais frequência na exortação:  امر بالمعروف و نهى عن المنكر "Amr bil Ma'ruf wa Nahy an al Munkar", frequentemente traduzido como "Ordenar o bem e proibir o mal".